# Réserve écologique des Îles-Avelle-Wight-et-Hiam
La réserve écologique des Îles-Avelle-Wight-et-Hiam est située à Vaudreuil-Dorion et comprend les îles Avelle, Wight et Hiam. La réserve protège un échantillon des milieux humides du lac des Deux-Montagnes.